# Sabatia cubensis
Sabatia cubensis là một loài thực vật có hoa trong họ Long đởm. Loài này được (Griseb.) Urb. miêu tả khoa học đầu tiên năm 1921.